# Руслан Балтиев
Руслан Балтиев (на казахски: Рұслан Тахирұлы Балтиев) е казахстански футболист и треньор от уйгурски произход. Има 73 мача и 13 гола за националния отбор на Казахстан. Балтиев е втори по изиграни мачове и рекордьор по отбелязани голове за своята страна. На клубно ниво е известен като футболист на Динамо (Москва) и ФК Москва.

## Кариера
Започва кариерата си в тима по футзал Кайнур и получава званието майстор на спорта по футзал. През пролетта на 1996 г. е привлечен от тима на Кайнар. През 1997 г. преминава в Кайрат. След добър сезон младият халф попада в идеалния тим на сезона и печели място в казахстанския национален отбор. В края на 1997 г. обаче Кайрат се разпада. Създадени са два отбора – СОПФК Кайрат, под ръководството на бизнесмена Бурат Абилов, и ЦСКА-Кайрат, създаден на базата на армейския тим. Балтиев избира да продължи кариерата си в армейския клуб. През 1998 г. отново попада в идеалния тим на шампионата. ЦСКА обаче е средняк в първенството и през 2000 г. халфът подписва с Аксес Голдън Грейн. С Аксес става вицешампион на страната.
През 2001 г. Балтиев става част от руския Сокол Саратов. Играе два сезона в Премиер лигата, но през 2002 г. Сокол изпада. Халфът преминава в тима на Динамо Москва. Изиграва 29 мача и вкарва 2 гола. Тимът завършва на 6-о място в първенството и в началото на 2004 г. Балтиев подписва с ФК Москва. В състава на „гражданите“ казахстанецът не успява да се наложи и играе рядко.
През 2007 г. се завръща в Казахстан с екипа на Тобол. Същата година печели Купата на Казахстан и Интертото. През сезон 2010/11 играе за Жемчужина (Сочи).